# 江逢辰
江逢辰（1859年—1900年），字雨人，又字孝通，号密庵，廣東省惠州府歸善縣人，晚清官員、書畫家。光緒進士，官至戶部主事。

## 生平
光緒十八年（1892年）壬辰科二甲進士。同年五月，以主事分部学习，授户部主事。光绪二十年（1894年），中日甲午战争爆发，北京震动，官员出走避祸者甚多。江逢辰“独居职，终日忧愤，咯血盈斗”。最终乞假归乡。光绪二十六年（1900年），因母丧哀毁卒，年41岁，葬于鳄湖旁紫薇山上。

## 著作
江逢辰著作甚丰，工書畫，后人辑有《江孝通遗集》19卷行世。
光绪十七年作《东坡白鹤峰故居诗》，其中前兩句「一自东坡谪南海，天下不敢小惠州」在當地廣為傳頌。
一自东坡谪南海，天下不敢小惠州。
依然忠爱动人主，岂有高厚供诗囚。
故乡谪所可不辨，筑室甘住青峰头。
此老神全照百世，空洞一洗人间愁。
诗文奚暇作嘲笑，造化差足当雕搜。
百年眼底出后劲，千里脚踏来罗浮。
苔墙草树没题迹，惟有大字盘清秋。
金鹏擘海神龙游，铁玉嵌壁今四周。
德邻堂额珍后获，赝鼎可易参图球。
擘窠端严今天柱，巨笔震荡驱阳侯。
当年醉墨真足惜，呵护未力邦人羞！
党碑诗案亦何有？惟公天人非世流。
颇怜去公八百载，吾道几欲沉沧洲。
诚斋持节幸先至，不然啸傲犹能不？
头颅如许矢报国，孤愤痛哭泪不收。
前后党禁相祖述，怅望一喟交稽钩。
梅州亦有铁汉楼，谁与吊者风飕飕！

## 外部連結
- 晚清名士江逢辰葬紫薇山 20多年前莫名失去墓址 （页面存档备份，存于） 东江时报